# Định lý Miquel

Các đường tròn đi qua các đỉnh của tam giác ABC và các điểm A´, B´ và C´ nằm trên các cạnh tam giác sẽ đồng quy tại điểm M.

Định lý Miquel là các định lý trong hình học, đặt theo tên Auguste Miquel, định lý nổi tiếng nhất nói về ba đường tròn mỗi đường tròn đi qua 2 điểm trên hai cạnh của tam giác và một đỉnh chung của hai cạnh đó. Nội dung định lý như sau:
Cho tam giác ABC, với các điểm A´, B´ và C´ lần lượt trên các cạnh BC, AC, và AB khi đó đường tròn ngoại tiếp các tam giác AB´C´, A´BC´, và A´BC' sẽ đồng quy tại điểm M gọi là điểm Miquel
- Nếu A', B',C' lần lượt là trung điểm các cạnh BC, AC và AB thì điểm Miquel là tâm đường tròn ngoại tiếp tam giác ABC
- Nếu A', B', C' là lần lượt là chân hình chiếu của A, B, C trên BC, AC , AB thì điểm Miquel là trực tâm của tam giác ABC

## Định lý Pivot
Nếu như A´, B´ và C´ trong định lý Miquel không thẳng hàng, định lý này còn có tên là định lý Pivot Forder (1960, tr. 17).
Nếu A´, B´ và C´ thẳng hàng thì điểm Miquel nằm trên đường tròn ngoại tiếp ∆ABC và ngược lại nếu như điểm Midquel nằm trên đường tròn ngoại tiếp thì ba điểm A´, B´ và C´ thẳng hàng.

## Định lý Miquel và Steiner về tứ giác

Định lý Miquel và Steiner về tứ giác

Đường tròn ngoại tiếp của bốn tam giác tạo bởi các đường thẳng là cạnh của một tứ giác đồng quy tại điểm M.

## Định lý Miquel về ngũ giác

Định lý Miquel về ngũ giác

Cho ngũ giác ABCDE lồi, kéo dài các cạnh cho đến khi chúng gặp nhau tại năm điểm F,G,H,I,K vẽ các đường tròn ngoại tiếp các tam giác CFD, DGE, EHA, AIB vàBKC. Khi đó giao điểm thứ hai của các đường tròn liền kề này là M,N,P,R và Q (các điểm khác A,B,C,D,E) nằm trên một đường tròn..
Trường hợp đảo đặc biệt của định lý này được biết đến là định lý năm đường tròn.

## Định lý Miquel sáu đường tròn

Định lý Miquel sáu đường tròn

Cho bốn điểm A, B, C, và D nằm trên một đường tròn, vẽ bốn đường tròn đi qua hai điểm liền kề trong bốn điểm trên, khi đó giao điểm thư hai của các đường tròn này cắt nhau tại W, X, Y và Z thì bốn điểm này nằm trên một đường tròn.